# Noze
no:ze(노제, 본명: 노지혜, 1996년 2월 12일 ~ )는 대한민국의 안무가, 댄서이다. 댄스 크루 웨이비(WAYB)의 리더이다. 예명 '노제'는 본명 노지혜를 빠르게 발음해 지은 것이다. 엠넷의 댄스 경연 프로그램 《스트릿 우먼 파이터》를 통해 이름을 널리 알렸다.

## 경력
어릴 적부터 댄서의 꿈을 키웠던 노제는 한림연예예술고등학교 실용무용과에 지원했는데, 당시 무용 담당 교사였던 허니제이를 알게 된다. 2020년에 EXO(엑소) 멤버 카이가 발표한 솔로 첫 미니 앨범 《KAI》의 타이틀곡 〈Mmmh〉의 백댄서로 뛰어난 외모로 주목을 받았다. 이어 샤이니의 노래 〈Don't Call Me〉, 가수 태민의 노래 〈Advise〉, 가수 Key의 노래 〈Bad Love〉의 백댄서를 맡았으며, 가수 페노메코의 노래 〈Shy (eho)〉의 뮤직비디오에도 댄서로 출연했다.
2021년에 소속사 스타팅하우스와 계약을 체결하고 엠넷에서 방송된 댄스 서바이벌 프로그램인 《스트릿 우먼 파이터》에서 팀 WayB(웨이비)를 이끌었다. 특히 리더 경연 미션에서 데이비드 게타의 노래 〈Hey Mama〉를 위해 편집한 안무가 큰 호응을 얻었다. 이어 스트릿 우먼 파이터의 나머지 7개 팀의 리더들과 함께 일부 멤버들을 이끌었고, 엠넷에서 선보인 소녀판 댄스 서바이벌 프로그램인 《스트릿댄스 걸스 파이터》에서 참가자들의 댄스 멘토 및 심사를 맡았다. 또한 가수 이승환과 선우정아가 함께 부른 듀엣 곡인 〈어쩜〉 뮤직비디오에서 옹성우와 함께 출연하여 처음으로 연기에 도전했다. 2022년에는 채널A의 오디션 프로그램 《청춘스타》에 엔젤 뮤지션으로, 엠넷의 댄스 프로그램 《뚝딱이의 역습》에서 멘토로 각각 출연했다.
2022년 7월 4일에 대한민국에서 공개된 여러 언론들의 보도에 따르면 노제는 자신의 인스타그램 계정에 1건당 3,000만원에서 5,000만원에 달하는 비용을 받고 명품 브랜드 광고를 진행했는데, 중소기업의 광고 게시물은 빠르게 삭제되거나 게재되지 않아서 광고주를 상대로 한 갑질 논란에 휩싸였다고 한다. 이에 노제의 소속사인 스타팅하우스는 처음에 사실이 아니라고 해명했으나, 나중에 아티스트와 소속사 간의 의사소통 부재로 인한 불찰이었다고 해명했다. 또한 스타팅하우스는 노제와 함께 해당 사건의 심각성을 엄중하게 인식하고 이러한 상황이 재발하지 않도록 최선을 다하겠다고 밝혔다. 노제는 2022년 7월 12일에 자신의 인스타그램 계정에 자필 사과문을 올렸다.